# Glasschleiferei

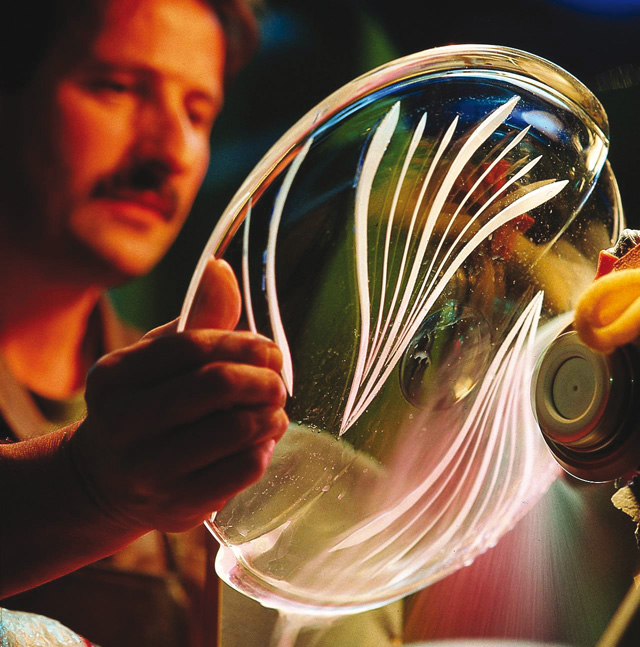
Glasschleifer bei der Arbeit

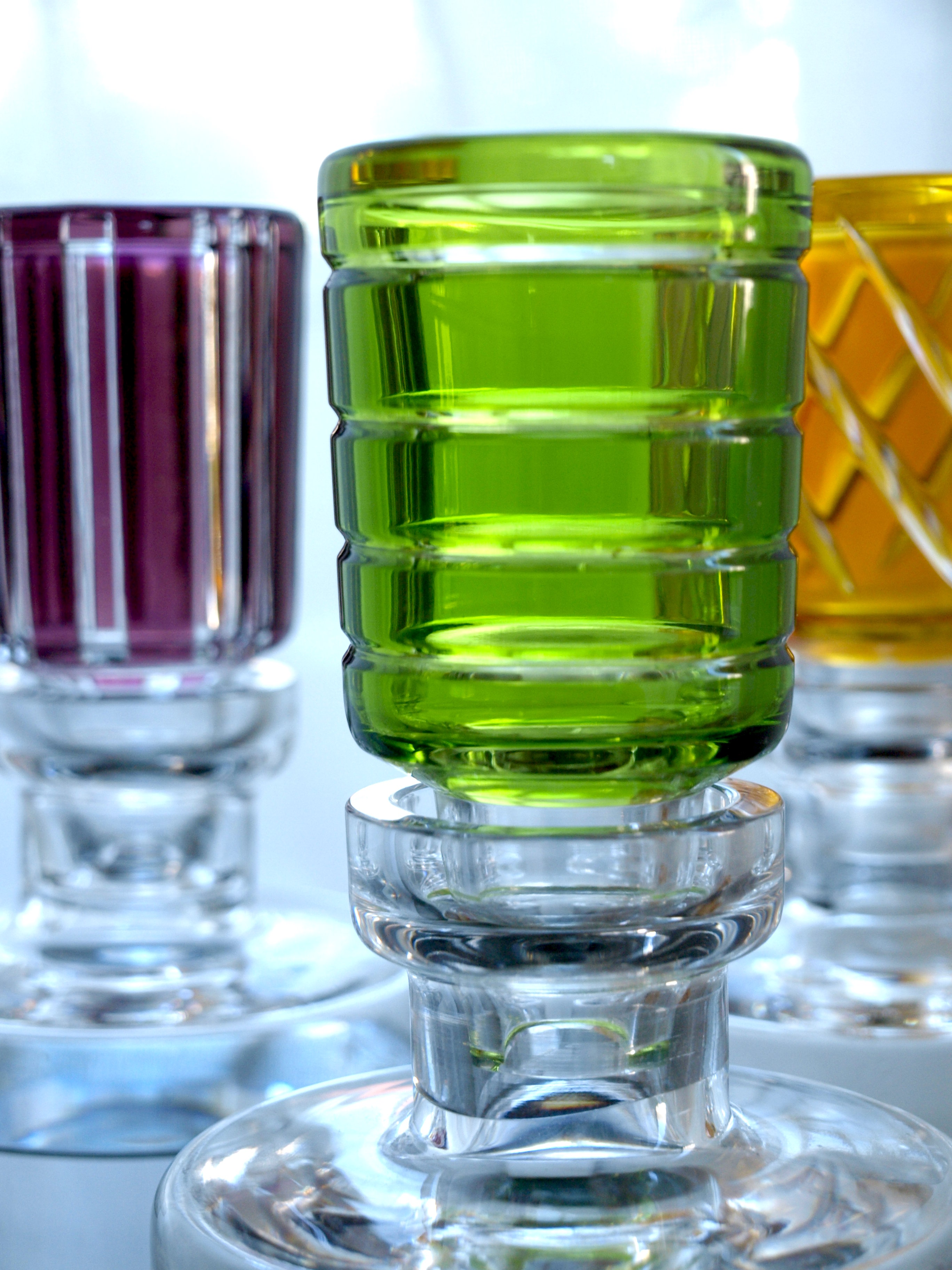
Moderne Karaffen mit geschliffenen Stopfen

Die Glasschleiferei (oder das Glasschleifen) ist ein Kunsthandwerk, bei dem Glas mit Gravuren verziert wird.

## Geschichte des Glasschleifens
Bei Ausgrabungen gefundene Glasgegenstände zeigen zum Teil Spuren von eingeschliffenen Ringen. Diese entstehen, wenn man ein Werkstück auf einer drehbankartigen Vorrichtung einspannt oder auf einer Drehscheibe aufklebt und mit Holz zentriert. Diese ersten horizontalen Schleifbänke gab es bereits im 7. Jahrhundert v. Chr. Die Arbeit musste immer von zwei Personen durchgeführt werden. Während der eine das Werkstück mit einem Werkzeug bearbeitet, dreht der Zweite an der Kurbel. Die ersten Glasstücke wurden in Mesopotamien hergestellt. Von dort breitete sich diese Handwerkskunst über den Mittelmeerraum aus. Um Christi Geburt wurde die Glasmacherpfeife erfunden, die die Arbeit rationalisierte. 
Das Bronze- oder Kupferrädchen auf der Schleifbank wird mit einer Öl- und Quarzsandmixtur bedeckt. Diese harte Masse schneidet sich dann in Steine oder Glas ein und ermöglicht Gravuren. Der Handwerker hält das grob mit dem Entwurf vorgezeichnete Werkstück gegen die rotierende Scheibe.
Für den ornamentalen Schliff werden Schleifscheiben benutzt, welche viel kleiner sind als für den formgebenden. Als Schleif- und Polierpulver benutzte man noch Ende des 19. Jahrhunderts Zinkweiß. Auf der Drehbank ließ sich das Glas bearbeiten, wenn man die Bohrer etc. mit Terpentinöl oder mit verdünnter Schwefelsäure zuvor befeuchtete. 
Zum Schleifen des Glases benutzt man auch das Sandstrahlgebläse, indem man durch einen kräftigen Luftstrom Sand gegen das Glas treibt. Dabei wird innerhalb kürzester Zeit eine vollständige matte Oberfläche erreicht. Unter Anwendung von Schablonen aus weichem, elastischem Material kann man auf diese Weise zarte, auf Überfangglas farbige, abschattierte Muster ausführen.

## Glasschleifer

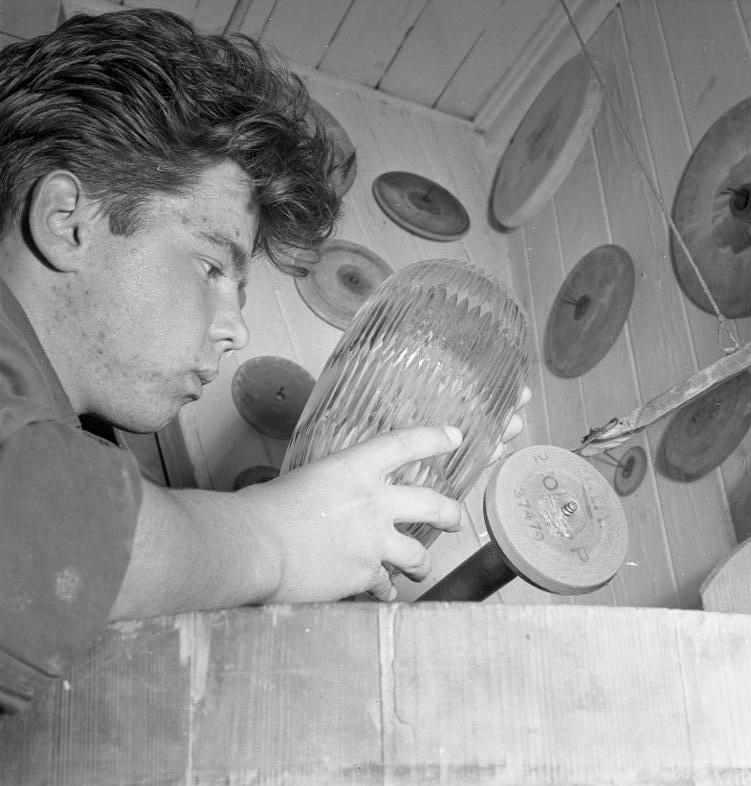
Ein Glasschleiferlehrling an der Staatsfachschule für Glas und Schmuck in Neugablonz im Jahr 1957

Der Glasschleifer stellt Gravuren in Glas her und schleift Verzierungen in Gläser.
Im Gegensatz noch zum Mittelalter, als Glasschleifer noch als eigenständiger Beruf galt, beinhaltet das Berufsbild des Glasers die Tätigkeit der Glasveredelung und Glasgestaltung teilweise mit. 
Glasveredler und Glasgraveure gestalten als eigenständige Berufsgruppe Hohl- und Flachgläser zu transparenten Kunstwerken. Erforderlich ist sowohl handwerkliches Geschick, als auch Sinn für Farben und Kenntnisse in der Glasstilkunde.

## Fachbegriffe
- Geschnittene Kanten sind unbearbeitete Glaskanten, die beim Zuschnitt des Glases entstehen. Die Ränder der Zuschnittkante sind scharfkantig.
- Gesäumte Kanten: Die gesäumten Kanten entsprechen den Abmessungen der Schnittkante. Die Ränder sind mit einem Schleifstein gebrochen.
- Geschliffene Kanten, feinjustierte Kanten bezeichnen eine durch Schleifen ganzflächig bearbeitete Kantenoberfläche. Diese Kanten haben ein mattes Aussehen.
- Polierte Kanten sind durch Überpolieren verfeinert geschliffene Kanten.
- Zierschliffe sind eine weitere Verfeinerung der Kantenoberfläche
- Flächenschliff ist eine Schliffmethode wie auf Hohlgläsern. Anwendung auf Flachglas. Mattieren der Oberfläche auch als Mourey-Mattierung bezeichnet. Aufwendigste Methode eine Fläche zu mattieren da nur ca. 200 × 5 mm in einem Arbeitsgang der Glasoberfläche mattiert werden können. Schleifansätze, Linien und Absätze der Schleifscheiben erzeugen ein gewolltes Muster die der Oberfläche eine feine Struktur und Schimmer im einfallenden Licht verleihen.
- Polcette eine Fusion aus einer polierten Kante sowie einer Facette.